# Manastir Lepavina
Početci samostana odnosno manastira Lepavina sežu navodno u polovinu 16. stoljeća, kada u krajeve današnje sjeverne Hrvatske (tada Otomansko carstvo) dolaze prve skupine Vlaha. Kao vlaško naselje na karti iz 1673. godine je označena Lepavina (Lipavina) i samostan Marča. U pravom smislu manastir postoji tek od prve polovice 17. stoljeća, a u njemu su se vodile stalne borbe između grkokatolički raspoloženih monaha i onih lojalnih pravoslavlju.
Patrijarh Arsenije III. Crnojević prilikom svoga posjeta manastiru 1692. i 1693. godine zaslužan je, da su se monasi okrenuli pravoslavlju i da je dio okolnog stanovništva njih u tome slijedio. Kaluđeri pridošli iz osmanskih krajeva često su djelovali protiv unijatske eparhije i 1739. godine spalili su manastir u Marči. Prilikom propasti grkokatoličkog manastira Marča, u Lepavinu se seli znatan dio arhiva i ostalih vrijednosti.
U vrijeme kada je vladala Marija Terezija, manastir odnosno samostan Lepavina vraćen je nakratko grkokatoličkoj crkvi. No, taj pokušaj je ostao bezuspješan, jer je dio pravoslavnog stanovništva okolice negirao crkvenu uniju s katoličanstvom (grkokatoličanstvo). Grkokatolici preuzimaju treći puta manastir - samostan Lepavinu u razdoblju od 1941. do 1945. godine. Jovan Četirević Grabovan oslikao je ikonostas, koji je uništen u Drugom svjetskom ratu. Od 1945. godine do danas manastir pripada Srpskoj pravoslavoj crkvi.

## Vanjske poveznice
- (srp.) Povijest manastira Lepavina  Arhivirana inačica izvorne stranice od 20. veljače 2006. (Wayback Machine)